# Niederentzen
Niederentzen é uma comuna francesa na região administrativa de Grande Leste, no departamento Alto Reno. Estende-se por uma área de 8,89 km². Em 2010 a comuna tinha 729 habitantes (densidade: 82 hab./km²).